# C&D Connection FC
C&D Connection FC war ein Fußballverein auf der niederländischen Karibikinsel Sint Maarten. Der Verein spielte in der Sint Maarten Premier League und teilt sich mit den SCSA Eagles den Rekord von drei Meistertiteln.

## Geschichte
C&D Connection FC wurde 1986 in Philipsburg gegründet und gewann 2005 zum ersten Mal die Meisterschaft von Sint Maarten. In der Saison 2005/06 verteidigte der Verein diesen Titel, indem er NAGICO FC nach einem 3:1-Sieg im Elfmeterschießen besiegte. In der Saison 2006/07 gewann D&P Connection FC die Meisterschaft, wobei unklar ist, ob es sich hierbei um C&D Connection oder lediglich um eine Namensähnlichkeit handelt. In der Saison 2016/17 belegte der Verein den dritten Tabellenplatz und wurde in der Saison 2018/19 erneut Meister auf der niederländischen Insel. In der Saison 2021/22 wurde C&D Connection Vizemeister, zog sich jedoch gemeinsam mit Flames United aus der Liga zurück und löste sich auf.

## Stadion
Die Heimspielstätte des Vereins war das Raoul Illidge Sports Complex, das eine Kapazität von 3000 Zuschauern hat.